# Symphony in Blue
Pour un article plus général, voir Discographie et vidéographie de Kate Bush.
Singles de Kate Bush
Wow
(1979) Strange Phenomena
(1979)
Pistes de Lionheart
In Search of Peter Pan
Symphony in Blue est une chanson écrite et enregistrée par Kate Bush, et est le morceau d'ouverture de son deuxième album, Lionheart. Elle est sortie comme second single de cet album uniquement au Japon et au Canada ; pour le reste du monde, c'est Wow qui a été le deuxième single de Lionheart.

## Source
- (en) Cet article est partiellement ou en totalité issu de l’article de Wikipédia en anglais intitulé « Symphony in Blue » (voir la liste des auteurs).